# Csungang állomás (Anszan)
Csungang (Jungang) állomás a szöuli metró 4-es vonalának állomása; Anszan (Ansan) városában található. 2020-tól az összevont Szuin–Pundang (Suin–Bundang) vonal állomásaként is funkcionál.

## Viszonylatok
| 4-es vonal                                                                  | 4-es vonal    | 4-es vonal                             |
| --------------------------------------------------------------------------- | ------------- | -------------------------------------- |
| Anszani Hanjang (Ansani Hanyang) Egyetem Tanggoge (Danggogae) felé          | személyvonat  | Kodzsan (Gojan) Oido felé              |
| 4-es vonal                                                                  |               |                                        |
| Szangnokszu (Sangnoksu) Tanggoge (Danggogae) felé                           | expresszvonat | Cshodzsi (Choji) Oido felé             |
| Szuin–Pundang (Suin–Bundang) vonal                                          |               |                                        |
| Anszani Hanjang (Ansani Hanyang) Egyetem Cshongnjangni (Cheongnyangni) felé | személyvonat  | Kodzsan (Gojan) Incshon (Incheon) felé |